# 20-as busz (Pécs)
A pécsi 20-as jelzésű autóbusz a Főpályaudvar és a Hőerőmű között közlekedik. A 20-21-121-es buszcsaláddal válik elérhetővé a  Belváros a Hőerőmű, a Baromfifeldolgozó és a Francia utca felől. Főleg munkások használják, akik az erőműből és több üzemből veszik igénybe a járatokat.

## Története
1948. április 11-én indult az első járat, akkor még csak a Kokszműig. 1958. január 8-án meghosszabbításra került a Hőerőműig. Majd 1964-től 32-es jelzéssel a Főpályaudvarról indult járat a Hőerőműig. 1974-ben a 32-es busz végállomása átkerült Uránvárosba, ettől kezdve onnan indultak a járatok. 1977. február 1-jén a járatot ismét meghosszabbítják a Baromfifeldolgozóig. 1987. január 1-jétől új számozási rendszer keretén belül kapta máig is érvényes 20-as jelzését. Útvonala 2014. szeptember 1-jétől lerövidült, csak a Főpályaudvar és a Hőerőmű között közlekedik, korábbi vonalán a meghosszabbított 21-es busz közlekedik.

## Útvonala
| Főpályaudvar → Mohácsi út (→ Finn utca) → Hőerőmű (→ Baromfifeldolgozó) | Hőerőmű → (Alexandra → Finn utca →) Mohácsi út → Főpályaudvar |
| --- | --- |
| Főpályaudvar vá. – Vasút utca – Kálvin utca – Bajcsy-Zsilinszky utca – Nagy Lajos király útja – Alsómalom utca – Rákóczi út – Zsolnay Vilmos utca – Mohácsi út – Hegedűs János utca – Finn utca – forduló – Finn utca – Hegedűs János utca – Edison utca – forduló – Edison utca – Hőerőmű vá. – Edison utca – Baromfifeldolgozó vá. | Hőerőmű vá. – Edison utca – Mohácsi út – Alexandra, forduló – Mohácsi út – Hegedűs János utca – Finn utca – forduló – Finn utca – Hegedűs János utca – Mohácsi út – Zsolnay Vilmos utca – Rákóczi út – Alsómalom utca – Nagy Lajos király útja – Bajcsy-Zsilinszky utca – Kálvin utca – Vasút utca – Főpályaudvar vá. |

## Megállóhelyei
| 20 (Főpályaudvar – (Finn utca – Alexandra ←) Hőerőmű (→ Baromfifeldolgozó))                                      |          |          |                              |          |          |          |          | |
| Perc (↓) | Perc (↓) | Perc (↓) | Megállóhely                  | Perc (↑) | Perc (↑) | Perc (↑) | Perc (↑) | Megállóhelyet érintő járatok |
| 0 | 0        | 0        | Főpályaudvar végállomás      | 16       | 24       | 20       | 20       | 3, 3E, 4, 4Y, 6, 6E, 7, 7Y, 8, 13, 13E, 13Y, 14, 14Y, 15, 15A, 20, 30, 31, 32, 32Y, 33, 34, 34Y, 35, 35Y, 36, 37, 38, 38Y, 39, 40, 41, 41E, 41Y, 42, 42Y, 43, 44, 46, 47, 73, 73Y, 104, 104A, 104E, 104Y, 130, 130A, 140 · Helyközi autóbuszok · Főpályaudvar |
| 2 | 2        | 2        | Árkád, autóbusz-állomás      | 13       | 21       | 17       | 17       | 3, 3E, 6, 6E, 7, 7Y, 8, 20, 21, 21A, 22, 23, 23Y, 24, 41, 41E, 41Y, 42, 42Y, 43, 60, 60A, 60Y, 73, 73Y, 103, 107E, 109E, 121, 130, 130A · Helyközi és távolsági autóbuszok                                                                                    |
| 4 | 4        | 4        | Rákóczi út                   | 11       | 19       | 15       | 15       | 20, 21, 21A, 22, 23, 23Y, 24, 25, 26, 27, 27Y, 28, 28Y, 29, 33, 38, 38Y, 39, 40, 44, 60, 60A, 60Y, 121, 140 |
| 5 | 5        | 5        | 48-as tér                    | 10       | 18       | 14       | 14       | 2, 2A, 2E, 4, 4Y, 13, 13E, 13Y, 14, 14Y, 15, 15A, 20, 21, 21A, 30Y, 60, 60A, 60Y, 102, 102Y, 104, 104A, 104E, 104Y, 121 · Helyközi autóbuszok · Pécs-Külváros                                                                                                 |
| 7 | 7        | 7        | Zsolnay Negyed               | 8        | 16       | 12       | 12       | 2, 2A, 4, 4Y, 13, 13E, 13Y, 14, 14Y, 15, 15A, 20, 21, 21A, 30Y, 60, 60A, 60Y, 102, 102Y, 104, 104A, 104E, 104Y, 121 |
| 9 | 9        | 9        | Mohácsi út                   | 7        | 15       | 11       | 11       | 2, 2A, 4, 4Y, 13, 13E, 13Y, 14, 14Y, 15, 15A, 20, 21, 21A, 25, 26, 30Y, 60, 60A, 60Y, 102, 102Y, 104, 104A, 104E, 104Y, 121 · Helyközi autóbuszok |
| 11 | 11       | 11       | Téglagyár                    | 4        | 12       | 8        | 8        | 20, 21, 21A, 121 |
| 12 | 12       | 12       | Strauss Metal                | ∫        | ∫        | ∫        | ∫        | 20, 21, 21A, 121 |
| Finn utcát csak munkanapokon érinti két Főpályaudvar felé és négy Hőerőmű felé közlekedő járat.                  |          |          |                              |          |          |          |          | |
| ∫ | ∫        | 14       | Finn utca                    | ∫        | 8        | ∫        | 4        | 16, 20, 21, 21A, 121 · Helyközi autóbuszok |
| ∫ | ∫        | 17       | Strauss Metal                | 2        | 6        | 6        | 2        | 20, 21, 21A, 121 |
| Francia utcát munkanapokon két Főpályaudvar felé közlekedő járat érinti.                                         |          |          |                              |          |          |          |          | |
| ∫ | ∫        | ∫        | Francia utca                 | ∫        | ∫        | 4        | ∫        | 20, 21, 121 |
| Alexandra megállót munkanapokon négy, hétvégén egy Főpályaudvar felé közlekedő járat érinti.                     |          |          |                              |          |          |          |          | |
| ∫ | ∫        | ∫        | Alexandra                    | ∫        | 3        | 3        | ∫        | 20, 21, 121 |
| 14 | 14       | 19       | Edison utca                  | 1        | 1        | 1        | 1        | 20, 21, 21A, 121 |
| 15 | 15       | 20       | Hőerőmű végállomás           | 0        | 0        | 0        | 0        | 20, 21, 21A, 121 |
| Pécsbánya-rendező és Baromfifeldolgozó megállót csak munkanapokon érinti egy Főpályaudvar felől közlekedő járat. |          |          |                              |          |          |          |          | |
| 16 | ∫        | ∫        | Pécsbánya-rendező            | ∫        | ∫        | ∫        | ∫        | 20, 21, 121 · Pécsbánya-Rendező |
| 17 | ∫        | ∫        | Baromfifeldolgozó végállomás | ∫        | ∫        | ∫        | ∫        | 20, 21, 121 |